# 小行星13520
小行星13520（13520 Félicienrops），即费利西安·罗普斯星，是一颗绕太阳运转的小行星，为主小行星带小行星。该小行星于1990年11月15日发现。以比利时绘画家费利西安·罗普斯命名。

## 轨道参数
小行星13520的轨道半长轴为2.5896810 UA，离心率为0.169。